# Bixo da Seda
Bixo da Seda - inicialmente conhecida como Liverpool e, depois, Liverpool Sound - foi uma banda de rock formada em Porto Alegre. Criada em 1967, a banda alcançaria reconhecimento por sua participação em festivais de música nos anos seguintes, conseguindo, eventualmente, um contrato de gravação que a faria mudar-se para o Rio de Janeiro. Após gravar um álbum de estúdio - Por Favor, Sucesso - e alguns compactos, conseguindo sucesso moderado, a banda se desfez em 1972. Após pouco mais de um ano, os integrantes começaram ensaios para uma volta que acabou levando-os a se mudar para a capital fluminense mais uma vez. Gravam outro disco de estúdio - Bixo da Seda - e passam a fazer shows pelo país, atraindo sucesso razoável. Em 1980, por dificuldades financeiras, resolvem encerrar a banda. A partir do final dos anos 1990, a banda retorna diversas vezes aos palcos para shows. Hoje, a banda adquiriu status cult e continua apresentando-se esporadicamente pelo país.

## História

### Liverpool
A banda foi formada em 1967 na Vila do IAPI - bairro operário da capital gaúcha - por Fughetti Luz (vocal), Mimi Lessa (guitarra solo), Marcos Lessa (guitarra base), Wilmar Ignácio Seade Santana (baixo) - conhecido como Peco ou Pepeco, e Edson Espíndola (bateria). Inicialmente, tocavam covers em clubes localizados em Porto Alegre e no restante do estado, especializada nas músicas de sucesso do rock inglês da época - como The Beatles, The Rolling Stones e The Who, como uma típica banda de baile. Tudo muda no ano seguinte quando recebem um convite de Carlinhos Hartlieb para defender sua canção "Por Favor, Sucesso" no II Festival Universitário da Música Popular Brasileira, em Porto Alegre, que funcionava como eliminatória para o IV Festival Internacional da Canção, no Rio de Janeiro. A música se tornaria a vencedora do festival e, com isso, conseguem o direito de participar das eliminatórias do FIC daquele ano na capital fluminense. Eles não conseguem chegar à final, mas acabam conseguindo um contrato com uma pequena gravadora carioca, a Equipe.
Assim, em 1969 gravam seu álbum de estreia, Por Favor, Sucesso. Neste disco, gravam músicas de Carlinhos Hartlieb e da dupla Hermes Aquino e Laís Marques, além de canções próprias. O álbum sofre grandes influências do movimento tropicalista e, também, do rock psicodélico. Além do álbum de estúdio, são lançados um compacto duplo e um simples. Este disco seria alvo de relançamentos fora do Brasil a partir do século seguinte, recebendo alguma atenção e tornando-se um pequeno clássico cult, recebendo comparações com Os Mutantes. No ano seguinte, são convidados para fazer a trilha sonora do filme Marcelo Zona Sul, de Xavier de Oliveira, um filme sobre a juventude carioca dos anos 60 que se tornou um sucesso de público e crítica e revelou Stepan Nercessian e Françoise Forton, que faziam os papéis principais. Em 1971, o contrato deles encerra-se e lançam um compacto - utilizando o nome Liverpool Sound - pelo selo Polydor, da gravadora Phonogram, com "Hei Menina" e "Fale", sendo que o lado A faz algum sucesso nas rádios do país. No mesmo ano, participam do programa Som Livre Exportação, da Rede Globo. Em 1972, a banda se desfaz com Fughetti casando e indo passar uma temporada na Europa, Peco viajando o país e o restante retornando para Porto Alegre.

### Bixo da Seda
A partir do final de 1973, os antigos membros do Liverpool - menos Fughetti Luz - começam a se reunir para retomar a banda, mas resolvem mudar o nome para Bixo da Seda por ideia do guitarrista Zé Vicente Brizola, que fazia parte da banda juntamente com o tecladista Cláudio Vera Cruz. Na mesma época, Fughetti havia voltado para Porto Alegre e montado diversas bandas de vida efêmera - como Laranja Mecânica, Bobo da Corte e Trilha do Sol. Foi então que Mimi Lessa chamou-o pra voltar a ser o vocalista da banda. Em 1975, transferem-se para o Rio de Janeiro e começam a realizar diversos shows naquela cidade, em São Paulo e em Belo Horizonte. Na mudança de cidade, saem da banda Peco, Zé Vicente Brizola e Cláudio Vera Cruz, entrando o tecladista Renato Ladeira, ex-integrante da banda carioca A Bolha, e, também, Marcos Lessa passa a tocar baixo. Com essa formação, gravam um disco autointitulado, Bixo da Seda, lançado pela gravadora GEL, através do selo Continental. O disco aposta em um estilo mais próximo do rock progressivo dos grupos Yes, Genesis, King Crimson e Pink Floyd. Nos anos seguintes, realizam bastantes shows pelo país. Entretanto, em 1980, o grupo chega ao fim por dificuldades financeiras para se manter na capital fluminense.

### Voltas nos anos seguintes
Após o término da banda, os integrantes se reuniram para shows em diversas oportunidades, mas sempre sem a presença de Fughetti Luz, por motivos de saúde. Assim, a partir de 2011 a banda voltou aos palcos para shows em diversas oportunidades com Marcelo Guimarães nos vocais e com Marcelo Truda na guitarra.

## Formações

### Liverpool e Liverpool Sound
- Fughetti Luz: vocal
- Mimi Lessa: guitarra solo
- Marcos Lessa: guitarra base
- Peco ou Pepeco (Wilmar Ignácio Seade Santana): baixo
- Edson Espíndola: bateria

### Bixo da Seda
| Primeira formação - Mimi Lessa: guitarra solo e vocais - Zé Vicente Brizola: guitarra base e vocais - Marcos Lessa: guitarra base e vocais - Cláudio Vera Cruz: teclados e vocais - Peco ou Pepeco (Wilmar Ignácio Seade Santana): baixo e vocais - Edson Espíndola: bateria e vocais | Formação do disco - Fughetti Luz: vocal - Mimi Lessa: guitarra e vocais - Renato Ladeira: teclados e vocais - Marcos Lessa: baixo e vocais - Edson Espíndola: bateria e vocais |

## Discografia
Discografia dada pelo Dicionário Cravo Albin da Música Popular Brasileira, e pelo IMMuB

### Álbuns de estúdio
| Ano  | Título             | Gravadora                        | Observações    |
| ---- | ------------------ | -------------------------------- | -------------- |
| 1969 | Por Favor, Sucesso | Equipe                           | como Liverpool |
| 1976 | Bixo da Seda       | GEL, através do selo Continental | -              |

### Compactos duplos
| Ano  | Título           | Gravadora | Observações    |
| ---- | ---------------- | --------- | -------------- |
| 1969 | Liverpool        | Equipe    | como Liverpool |
| 1970 | Marcelo Zona Sul | Equipe    | como Liverpool |

### Compactos simples
| Ano  | Título                                          | Gravadora                          | Observações          |
| ---- | ----------------------------------------------- | ---------------------------------- | -------------------- |
| 1969 | Por Favor, Sucesso / Olhai os Lírios dos Campos | Equipe                             | como Liverpool       |
| 1971 | Hei Menina / Fale                               | Phonogram, através do selo Polydor | como Liverpool Sound |

### Participações
| Ano  | Título                          | Gravadora                        | Observações |
| ---- | ------------------------------- | -------------------------------- | ----------- |
| 1976 | Som Tropical                    | GEL, através do selo Continental | -           |
| 1993 | A Música de Porto Alegre - Rock | Independente                     | -           |